# Kritik og Antikritik
Kritik og Antikritik (fuld titel Kritik og Antikritik eller Anmeldelelser og Bedømmelser af de nyeste Indenrigske Skrifter, udgiven af et Selskab) var et dansk tidsskrift der blev udgivet i perioden 1788-1796.
Bladet blev stiftet af Johan Clemens Tode i 1787 som ønskede et blad der kunne modsvare det førende litteraturkritiske tidsskrift de Lærde efterretningers monopol på anmeldelelsen af litteratur. En af hans klagepunkter mod Lærde efterretninger var at bladet ikke optog modsvar fra forfattere hvis skrifter havde været anmeldt, dvs antikritik. Johan Clemens Tode var en mere konservativ natur end det recensentsselskab der havde overtaget Lærde efterretninger, men han var ikke partigænger, og bladet var derfor i starten anset som et uafhængigt tidsskrift.
I nogle år førte Tode sin kamp i Kritik og Antikritik, men efterhånden antog tidsskriftet en karakter, som ikke tiltalte ham. En kreds af konservative teologiske medarbejder fik en afgørende indflydelse på redaktionen, og det medførte, at Tode udtrådte af den i begyndelsen af 1790, skønt han vedblev at levere bidrag til udgangen af året. Redaktionen overtoges af Jens Winther Bentzon som havde posten indtil 1795 hvor Frederik Ekkard blev udnævnt til chefredaktør. Bladet nedlagdes i 1796. En fortsættelse med titel Kritisk og Antikritisk Journal for Litteraturen i de Danske Stater udgaves af Ekkard, men det gik ind efter en enkelt årgang.